# Hokejska liga Manitobe
Hokejska liga Manitobe (angleško Manitoba Hockey League) je bila mladinska hokejska liga v 30. letih v Manitobi, Kanada. Liga je delovala pod pokroviteljstvom združenja Manitoba Amateur Hockey Association, danes znanega kot Hockey Manitoba.
Ime Manitoba Hockey League je uporabljala tudi članska amaterska liga pod vodstvom Hokejskega združenja Manitobe. Liga je delovala od 1892 do 1904 in od 1908 do 1923. 